# Madrona Romaguera i Pla
Madrona Romaguera i Pla (Sant Feliu de Guíxols, Baix Empordà, 1856 -1942) va ser llevadora a Sant Feliu de Guíxols al pas del segle xix al xx.
Era la filla de Maria Concepció Pla i Bas de Sant Feliu de Guíxols i de Narcís Romaguera i Pruneda, natural de Castell d'Aro. Es calcula que va assistir més del 80% dels parts que es van produir a la ciutat durant aquesta època. Vivia a l'antiga plaça del Raig actual plaça Ferran Agulló i, com era costum en aquella època, va adquirir els seus coneixements a base d'experiència, a partir de l'exercici de la seva professió.
Amb la reforma de la legislació realitzada en l'àmbit de la medicina, a començament de la dècada dels anys 1880, s'estipulà que tot el personal havia de comptar amb una titulació oficial. Als 28 anys es va examinar a la facultat de Medicina de Barcelona i es va diplomar com a matrona al març de 1886. Les seves habilitats professionals anaven acompanyades d'un delicat tracte humà, molt reconfortant per a les parteres.
Va estar en actiu fins a finals de la dècada 1920. L'últim part que va assistir va ser el de la seva besneta l'any 1929, l'edat de 73 anys.